# La Terre Promise
La Terre Promise è un oratorio in tre parti di Jules Massenet su libretto francese del compositore basato sulla traduzione francese della Vulgata di Silvestre de Sacy.

## Storia
Fu eseguito per la prima volta a l'Église Saint-Eustache a Parigi il 15 marzo 1900, con Jean Noté, baritono, Lydia Nervil, soprano, e l'orchestra e coro per un totale di 400, diretti da un ex allievo di Massenet, Eugène d'Harcourt. Il lavoro fu preceduto alla sua prima esecuzione dalla prima francese di Das Liebesmahl der Apostel (dato come La dernière Cène des Apôtres).
Le tre parti dell'oratorio raccontano scene dell'Antico Testamento. La prima parte (Moab - L'Alliance) raffigura il patto di Mosè con Dio: che gli Ebrei obbediranno alla Sua legge se permetterà loro di attraversare il fiume Giordano fino alla terra promessa. La seconda parte (Jéricho - La Victoire) racconta la caduta di Gerico e nella terza (Chanaan - La Terre Promise) gli ebrei raggiungono Cana e cantano un inno di lode a Dio.
In una rara esecuzione moderna, La Terre Promise fece parte del Festival di Massenet del 1992 (con Laurent Naouri nel cast).